# Дорош Юрій Порфирович
До́рош Ю́рій Порфи́рович (нар. 2 травня 1924 — 16 квітня 1992) — радянський військовик, учасник Другої світової віни. Герой Радянського Союзу (1945).

## Біографія
Народився 2 травня 1924 року в містечку Акмечетка Ананьївського повіту Херсонської губернії (нині — село Прибужжя Доманівського району Миколаївської області) в селянській родині. Українець.
Після закінчення семирічки у 1940 році, працював трактористом Акмечетської МТС.
З серпня 1941 до березня 1944 року перебував на тимчасово окупованій румунськими військами території Голтянського повіту губернаторства Трансністрія.
До лав Червоної Армії призваний у березні 1944 року. Учасник німецько-радянської війни з квітня 1944 року. Воював на 3-у Українському та 1-у Білоруському фронтах.
Командир стрілецького відділення 1052-го стрілецького полку 301-ї стрілецької дивізії 9-го стрілецького корпусу 5-ї ударної армії сержант Ю. П. Дорош 22 серпня 1944 року в бою поблизу села Кошкалія (Молдова) перебрав на себе обов'язки командира взводу, що вибув, рішучими діями підняв бійців у атаку й одним з перших увірвався до ворожих траншей, особисто знищивши 8 солдатів супротивника.
Під час бойових дії на території Польщі, сержант Ю. П. Дорош 14 січня 1945 року в бою за полустанок Грабово гранатами особисто знищив 2 кулеметних розрахунки ворога. На чолі свого відділення першим форсував річку Пилиця в районі села Маринка, ризикуючи життям, підповз до розрахунку важкого кулемета ворога й влучними пострілами з автомата знищив його обслугу. Своїми активними діями значною мірою сприяв захопленню ті розширенню плацдарму на західному березі Пилиці.
По закінченні війни продовжив військову службу. Демобілізований у 1947 році.
Працював диспетчером Акмечетської МТС. У 1950 році закінчив Одеську республіканську школу кіномеханіків, у 1963 році — середню школу.
Мешкав у селі Андрієво-Іванівка Миколаївського району Одеської області. До виходу на пенсію працював на ділянці зв'язку. Помер 16 квітня 1992 року.

## Нагороди і почесні звання
Указом Президії Верховної Ради СРСР від 27 лютого 1945 року за зразкове виконання завдань командування і проявлені при цьому мужність і героїзм, сержантові Дорошу Юрію Порфировичу присвоєне звання Героя Радянського Союзу з врученням ордена Леніна і медалі «Золота Зірка» (№ 5617).
Також нагороджений орденами Вітчизняної війни 1-го ступеня (06.04.1985), Червоної Зірки (29.08.1944), медалями.